# Zsombor Berecz
Zsombor Berecz (Budapeste, 26 de abril de 1986) é um velejador húngaro, medalhista olímpico.

## Carreira
Berecz participou dos Jogos Olímpicos de Verão de 2020 em Tóquio, onde participou da classe Finn, conquistando a medalha de prata após finalizar a série de treze regatas com 39 pontos.